# 2000 FC8
2000 FC8, também escrito como 2000 FC8, é um objeto transnetuniano (TNO) que está localizado no cinturão de Kuiper, uma região do Sistema Solar. Este corpo celeste é classificado como um cubewano. Ele possui uma magnitude absoluta (H) de 8 e, tem um diâmetro estimado com cerca de 111 km, por isso existem poucas chances que o mesmo possa ser classificado como um planeta anão, devido ao seu tamanho relativamente pequeno.

## Descoberta
2000 FC8 foi descoberto no dia 27 de março de 2000 pelos astrônomos J. J. Kavelaars, B. Gladman, J.-M. Petit e M. J. Holman.

## Órbita
A órbita de 2000 FC8 tem uma excentricidade de 0.063 e possui um semieixo maior de 43.971 UA. O seu periélio leva o mesmo a uma distância de 41.207 UA em relação ao Sol e seu afélio a 46.735.